# Ђавољи мост
Ђавољи мост је мост који се налази на реци Арда у општини Ардино, округ Крџали у Бугарској.

## Карактеристике
Мост се налази у сликовитој клисури око 10 километара северозападно од града Ардина, у близини села Дјадовци и недалеко од села Латинка.
Мост се налази на надморској висини од 420 метара у клисури окруженој са обе стране стрмим падинама до 800 метара надморске висине. Његова дужина је 56 метара, ширина му је 3,5 метара. Висина централног свода је 11,5 - 12 метара, а сачувана је камена ограда висине 12 цм. Мост има три лука, као и рупе са малим полукружним луковима који омогућавају очитавање нивоа воде.
Изграђен је почетком 16. века по налогу султана Селима I, као део пута који повезује Горњотракијску низину са Западном Тракијом и Егејским морем. На месту данашњег моста некада је постојао римски мост, део Игњатијевог пута, повезујући Егејско море и Тракију кроз пролаз Маказа. По наредби султана Селима I, мост је обновљен како би се наставиле привредне везе између два географска подручја. Био је познат као Шејтан ћуприја (Шейтан кюприя).
Вековима је мост био обавијен легендама и загонеткама. О његовој градњи готово се ништа не зна, али према неким легендама, његов градитељ је мајстор Димитар из оближњег села Неделино. Прихватио је изазов подизања моста преко немирне реке, иако је све пред њим било пуно изазова. Недуго након завршетка изградње је убрзо умро. Међу локалним становништвом је постојало веровање да је Сотона имао свог удела у изградњи моста. Према веровању Ђаво је наводно обећао градитељу да ће поделити тајну са њим, ако он заврши мост за 40 дана. Али ако не успе, он ће узети његову душу. Димитар се тако бавио ђаволским задатком, испунио је своје обећање, али убрзо је умро и однео тајну у гроб.
Према предању, са Ђавољег моста може се видети лице Сотоне ако погледате на реку Арду у интервалу између 11.00 и 12.00 (у подне), када мост и његов одраз чине круг. Неки верују да се у једном његовом камену налази отисак ђавољег корака.
Дана 24. фебруара 1984. године мост је проглашен спомеником културе. У близини моста изграђена је туристичка инфраструктура за рекреацију и излет. Након рестаураторских радова у 2013. години, асфалтиран је пут од Ардина до Ђавољег моста.